# Михајло Романчук
Михајло Михајлович Романчук (укр. Миха́йло Миха́йлович Романчу́к; Ровно, 7. август 1996) украјински је пливач чија ужа специјалност су трке слободним стилом на дужим дистанцама. Учесник је највећих светских и европских пливачких такмичења, те Олимпијских игара из Рија 2016. године. Вишеструки је национални првак и рекордер у великим и малим базенима. 
Његова супруга је позната украјинска атлетичарка Марина Бех.

## Спортска каријера
Романчук је пливањем почео да се бави веома рано, још као шестогодишњи дечак, тренирајући у пливачком клубу из свог родног града. На међународној пливачкој сцени је дебитовао током 2013. као јуниор, такмичећи се на европском и светском јуниорском првенству, да би годину дана касније освојио и прве медаље у каријери, злато и сребро на Олимпијским играма младих у Нанкингу, а потом и по једно злато, сребро и бронзу на европском јуниорском првенству у Холандији (у тркама на 800, 1500 и 400 слободно). 
Прво велико сениорско такмичење на коме је учествовао је било светско првенство у руском Казању 2015, где је успео да се пласира у финале трке на 1500 слободно (заузео 7. место). 
На европском првенству у Лондону 2016. освојио је две бронзане медаље у тркама на 800 и 1500 метара слободним стилом, успевши притом и да се квалификује за наступ на Олимпијске игре у Рију. На Играма у Рију наступио је у квалификацијама трке на 1500 слободно , где је испливао укупно 15. време у конкуренцији 45 такмичара. 
Током 2017. Романчук је освтварио неколико запажених резултата на међународним такмичењима. Прво је на Светском првенству у Будимпешти освојио сребро у трци на 1500 слободно, затим је освојио три медаље (злато и два сребра) на Универзијади у Тајпеју, а годину је окончао освајањем титуле европског првака на 1500 метара у малим базенима у Копенхагену. 
На европском првенству у великим базенима у Глазгову 2018. освојио је две златне (у тркама на 400 и 800 метара слободно) и једну сребрну медаљу (на 1500 слободно), а потом је на Светском првенству у малим базенима у Хангџоуу освојио титулу светског шампиона у трци на 1500 метара слободним стилом. 
Романчук је учествовао и на светском првенству у корејском Гвангџуу 2019, где се такмичио у две дисциплине. Прво је у трци на 800 слободно заузео осмо место у финалу, а потом у трци на 1500 слободно понавља успех из Будимпеште од пре две године и осваја сребрну медаљу. 